# 13407 Ikukomakino
13407 Ikukomakino eller 1999 TF4 är en asteroid i huvudbältet som upptäcktes den 4 oktober 1999 av den japanske astronomen Kazuro Watanabe vid Sapporo-observatoriet. Den är uppkallad efter Ikuko Makino.
Asteroiden har en diameter på ungefär 8 kilometer.